# Nebelhorn Trophy
Nebelhorn Trophy – międzynarodowe zawody w łyżwiarstwie figurowym seniorów rozgrywane w Niemczech od 1969 r. Zawody odbywają się w Oberstdorfie. W jego trakcie rozgrywane są zawody w jeździe indywidualnej kobiet i mężczyzn oraz par sportowych i tanecznych, choć nie zawsze rozgrywane są wszystkie konkurencje. Od sezonu 2014/15 rozgrywki w kategorii seniorów wchodzą w cykl zawodów Challenger Series organizowanych przez Międzynarodową Unię Łyżwiarską.
Nazwa zawodów pochodzi od nazwy położonego niedaleko szczytu Nebelhorn.

## Medaliści
CS: Challenger Series

### Soliści
| Rok     | Złoto               | Srebro               | Brąz                 | Źr.    |
| ------- | ------------------- | -------------------- | -------------------- | ------ |
| 1969    | Günter Anderl       |                      |                      |        |
| 1970    | Klaus Grimmelt      |                      |                      |        |
| 1971    | Erich Reifschneider |                      |                      |        |
| 1972    | Robert Bradshaw     |                      |                      |        |
| 1973    | John Carlow         | Charles Tickner      | Paul Cechmanek       |        |
| 1974    | David Santee        | Kevin Robertson      | Paul Cechmanek       |        |
| 1975    | Ted Barton          | Ken Newfield         | Harald Kuhn          |        |
| 1976    | Fumio Igarashi      | Scott Hamilton       | Rudi Cerne           |        |
| 1977    | Robert Wagenhoffer  | Kurt Kurzinger       | Gerd-Walter Gräbner  |        |
| 1978    | Allen Schramm       | Mark Cockerell       | Gary Beacom          |        |
| 1979    | Gordon Forbes       | Władimir Raszczetnow | Brian Boitano        |        |
| 1980    | Tom Dickson         | Brian Orser          | Rudi Cerne           |        |
| 1981    | Heiko Fischer       | John Filbig          | Kevin Hicks          |        |
| 1982    | Leonardo Azzola     | Bruno Delmaestro     | James Cygan          |        |
| 1983    | Heiko Fischer       | Richard Zander       | André Bourgeois      |        |
| 1984    | Richard Zander      | Craig Henderson      | Leonid Kaznakow      |        |
| 1985    | Richard Zander      | Douglas Mattis       | Laurent Depouilly    |        |
| 1986    | Witalij Jehorow     | Erik Larson          | Kurt Browning        |        |
| 1987    | Todd Eldredge       | Patrick Brault       | Lars Dresler         |        |
| 1988    | Aren Nielsen        | Marcus Christensen   | Christopher Mitchell |        |
| 1989    | Shepherd Clark      | Richard Zander       | Gleb Bokij           |        |
| 1990    | Michael Chack       | Nicolas Pétorin      | Wołodymyr Petrenko   |        |
| 1991    | Ryan Hunka          | Nicolas Pétorin      | Wołodymyr Petrenko   |        |
| 1992    | David Liu           | Igoŕ Paszkiewicz     | Axel Médéric         |        |
| 1993    | Jeffrey Langdon     | Michael Weiss        | Jean-François Hébert |        |
| 1994    | Ilja Kulik          | Shepherd Clark       | Aleksandr Abt        |        |
| 1995    | Takeshi Honda       | Jewhen Pluta         | Yosuke Takeuchi      |        |
| 1996    | Michael Weiss       | Yamato Tamura        | Igor Siniutin        | [ 1 ]  |
| 1997    | Timothy Goebel      | Jewhen Pluta         | Aleksandr Abt        | [ 2 ]  |
| 1998    | Trifun Zivanovic    | Jewhen Martynow      | Witalij Danylczenko  | [ 3 ]  |
| 1999    | Ilja Klimkin        | Witalij Danylczenko  | Jayson Dénommée      | [ 4 ]  |
| 2000    | Anton Kłykow        | Derrick Delmore      | Dmytro Dmytrenko     | [ 5 ]  |
| 2001    | Siergiej Dawydow    | Jeffrey Buttle       | Margus Hernits       | [ 6 ]  |
| 2002    | Siergiej Dawydow    | Benjamin Miller      | Fedor Andreev        | [ 7 ]  |
| 2003    | Nicholas Young      | Scott Smith          | Nicholas LaRoche     | [ 8 ]  |
| 2004    | Marc-André Craig    | Aleksandr Kondakow   | Christopher Toland   | [ 9 ]  |
| 2005    | Stefan Lindemann    | Noriyuki Kanzaki     | Tomáš Verner         | [ 10 ] |
| 2006    | Tomáš Verner        | Parker Pennington    | Vaughn Chipeur       | [ 11 ] |
| 2007    | Michal Březina      | Shaun Rogers         | Tomáš Verner         | [ 12 ] |
| 2008    | Nobunari Oda        | Michal Březina       | Yannick Ponsero      | [ 13 ] |
| 2009    | Stéphane Lambiel    | Iwan Trietjakow      | Michal Březina       | [ 14 ] |
| 2010    | Tatsuki Machida     | Konstantin Mieńszow  | Peter Liebers        | [ 15 ] |
| 2011    | Yuzuru Hanyū        | Michal Březina       | Stephen Carriere     | [ 16 ] |
| 2012    | Nobunari Oda        | Konstantin Mieńszow  | Keegan Messing       | [ 17 ] |
| 2013    | Nobunari Oda        | Jason Brown          | Jeremy Ten           | [ 18 ] |
| 2014 CS | Jason Brown         | Michal Březina       | Konstantin Mieńszow  | [ 19 ] |
| 2015 CS | Elladj Baldé        | Max Aaron            | Konstantin Mieńszow  | [ 20 ] |
| 2016 CS | Aleksandr Pietrow   | Jorik Hendrickx      | Grant Hochstein      | [ 21 ] |
| 2017 CS | Jorik Hendrickx     | Alexander Johnson    | Alexander Majorov    | [ 22 ] |
| 2018 CS | Keegan Messing      | Alexander Majorov    | Artur Dmitrijew Jr.  | [ 23 ] |
| 2019 CS | Makar Ignatow       | Koshiro Shimada      | Alexei Bychenko      | [ 24 ] |
| 2020 CS | Deniss Vasiļjevs    | Gabriele Frangipani  | Nikolaj Majorov      | [ 25 ] |
| 2021 CS | Vincent Zhou        | Adam Siao Him Fa     | Mark Kondratiuk      | [ 26 ] |
| 2022 CS | Keegan Messing      | Lee Si-hyeong        | Roman Sadovsky       | [ 27 ] |
| 2023 CS | Adam Siao Him Fa    | Kazuki Tomono        | Koshiro Shimada      | [ 28 ] |

### Solistki
| Rok     | Złoto                    | Srebro                   | Brąz                 | Źr.    |
| ------- | ------------------------ | ------------------------ | -------------------- | ------ |
| 1969    | Ľudmila Bezáková         |                          |                      |        |
| 1970    | Rita Pokorski            |                          |                      |        |
| 1971    | Dorothy Hamill           |                          |                      |        |
| 1972    | Wendy Burge              |                          |                      |        |
| 1973    | Kath Malmberg            | Linda Fratianne          | Gerti Schanderl      |        |
| 1974    | Priscilla Hill           | Barbara Smith            | Petra Wagner         |        |
| 1975    | Lisa-Marie Allen         | Petra Wagner             | Dagmar Lurz          |        |
| 1976    | Garnet Ostermeier        | Carrie Rugh              | Deborah Albright     |        |
| 1977    | Reiko Kobayashi          | Sandy Lenz               | Karin Riediger       |        |
| 1978    | Editha Dotson            | Corinna Tanski           | Janet Morrissey      |        |
| 1979    | Lynn Smith               | Jackie Farrell           | Karin Riediger       |        |
| 1980    | Vikki de Vries           | Alison Southwood         | Elizabeth Manley     |        |
| 1981    | Cornelia Tesch           | Kristy Hogan             | Stephanie Anderson   |        |
| 1982    | Manuela Ruben            | Kelley Webster           | Natalja Owczynnikowa |        |
| 1983    | Staci McMullin           | Barbara Butler           | Karin Telser         |        |
| 1984    | Debi Thomas              | Juri Ozawa               | Sara MacInnes        |        |
| 1985    | Cornelia Tesch           | Tracey Damigella         | Joanne Conway        |        |
| 1986    | Holly Cook               | Cornelia Renner          | Claudia Villiger     |        |
| 1987    | Shannon Allison          | Carola Wolff             | Lindsay Fedosoff     |        |
| 1988    | Tonia Kwiatkowski        | Josée Chouinard          | Patricia Neske       |        |
| 1989    | Kyoko Ina                | Surya Bonaly             | Junko Yaginuma       |        |
| 1990    | Surya Bonaly             | Marina Kielmann          | Marija Butyrska      |        |
| 1991    | Kumiko Koiwai            | Marina Kielmann          | Marija Butyrska      |        |
| 1992    | Simone Lang              | Kumiko Koiwai            | Angela Derochie      |        |
| 1993    | Irina Słucka             | Susan Humphreys          | Ludmiła Iwanowa      |        |
| 1994    | Irina Słucka             | Shizuka Arakawa          | Jennifer Karl        |        |
| 1995    | Shizuka Arakawa          | Lenka Kulovaná           | Jelena Iwanowa       |        |
| 1996    | Eva-Maria Fitze          | Sydne Vogel              | Karen Kwan           | [ 1 ]  |
| 1997    | Ołena Laszenko           | Olga Markowa             | Nadieżda Kanajewa    | [ 2 ]  |
| 1998    | Brittney McConn          | Jelena Iwanowa           | Veronika Dytrtová    | [ 3 ]  |
| 1999    | Ołena Laszenko           | Sanna-Maija Wiksten      | Elina Kettunen       | [ 4 ]  |
| 2000    | Hałyna Maniaczenko       | Sarah Meier              | Andrea Gardiner      | [ 5 ]  |
| 2001    | Ludmiła Nielidina        | Ann Patrice McDonough    | Kristina Obłasowa    | [ 6 ]  |
| 2002    | Carolina Kostner         | Alisa Drei               | Ludmiła Nielidina    | [ 7 ]  |
| 2003    | Jennifer Don             | Lesley Hawker            | Olga Najdionowa      | [ 8 ]  |
| 2004    | Louann Donovan           | Alisa Drei               | Mira Leung           | [ 9 ]  |
| 2005    | Jelena Sokołowa          | Alisa Drei               | Beatrisa Liang       | [ 10 ] |
| 2006    | Beatrisa Liang           | Arina Martynowa          | Katy Taylor          | [ 11 ] |
| 2007    | Carolina Kostner         | Megan Williams Stewart   | Laura Lepistö        | [ 12 ] |
| 2008    | Alissa Czisny            | Laura Lepistö            | Akiko Suzuki         | [ 13 ] |
| 2009    | Alissa Czisny            | Kiira Korpi              | Liu Yan              | [ 14 ] |
| 2010    | Kiira Korpi              | Viktoria Helgesson       | Melissa Bulanhagui   | [ 15 ] |
| 2011    | Mirai Nagasu             | Elene Gedewaniszwili     | Joshi Helgesson      | [ 16 ] |
| 2012    | Kaetlyn Osmond           | Adelina Sotnikowa        | Haruka Imai          | [ 17 ] |
| 2013    | Jelena Radionowa         | Miki Andō                | Ashley Cain          | [ 29 ] |
| 2014 CS | Jelizawieta Tuktamyszewa | Alona Leonowa            | Gracie Gold          | [ 30 ] |
| 2015 CS | Kaetlyn Osmond           | Alona Leonowa            | Courtney Hicks       | [ 31 ] |
| 2016 CS | Mai Mihara               | Jelizawieta Tuktamyszewa | Gabrielle Daleman    | [ 32 ] |
| 2017 CS | Kailani Craine           | Matilda Algotsson        | Alexia Paganini      | [ 33 ] |
| 2018 CS | Alina Zagitowa           | Mai Mihara               | Loena Hendrickx      | [ 34 ] |
| 2019 CS | Mariah Bell              | Kim Ye-lim               | Nicole Schott        | [ 35 ] |
| 2020 CS | Eva-Lotta Kiibus         | Alexia Paganini          | Jenni Saarinen       | [ 36 ] |
| 2021 CS | Alysa Liu                | Jekatierina Kurakowa     | Wiktorija Safonowa   | [ 37 ] |
| 2022 CS | Loena Hendrickx          | Wi Seo-yeong             | Eva-Lotta Kiibus     | [ 38 ] |
| 2023 CS | Isabeau Levito           | Kimmy Repond             | Kim Min-chae         | [ 39 ] |

### Pary sportowe
| Rok                                           | Złoto                                    | Srebro                                        | Brąz                                        | Źr.    |
| --------------------------------------------- | ---------------------------------------- | --------------------------------------------- | ------------------------------------------- | ------ |
| 1969                                          | Frigge Drzymalla / Michael Weingart      |                                               |                                             |        |
| 1970                                          | Almut Lehmann / Herbert Wiesinger        |                                               |                                             |        |
| Konkurencja nie została rozegrana w 1971 roku |                                          |                                               |                                             |        |
| 1972                                          | Cozette Cady / Jack Courtney             |                                               |                                             |        |
| 1973                                          | Tai Babilonia / Randy Gardner            | Corinna Halke / Eberhard Rausch               | Ursula Nemec / Michael Nemec                |        |
| 1974                                          | Kathy Huntchinson / Jamie McGregor       | Candace Jones / Don Fraser                    | Ulrike Wrbik / Richard Scharf               |        |
| 1975                                          | Cheri Pinner / Dennis Pinner             | Alice Cook / William Fauver                   | Karen Newton / Glenn Laframboise            |        |
| 1976                                          | Susanne Scheibe / Andreas Nischwitz      | Rafaela Dondoni / Mario Dondoni               | Kyoko Hagiwara / Sumio Murata               |        |
| 1977                                          | Gail Hamula / Frank Sweiding             | Sheryl Franks / Michael Botticelli            | Susanne Scheibe / Andreas Nischwitz         |        |
| 1978                                          | Barbara Underhill / Paul Martini         | Maria di Domenico / Larry Schrier             | Tracy Prussack / Scott Prussack             |        |
| 1979                                          | Caitlin Carruthers / Peter Carruthers    | Żanna Ilijna / Aleksandr Własow               | Becky Gough / Mark Rowsom                   |        |
| 1980                                          | Susan Garland / Robert Daw               | Mary Jo Fedy / Tim Mills                      | Dana Graham / Paul Wylie                    |        |
| 1981                                          | Jelena Wałowa / Oleg Wasiljew            | Melinda Kunhegyi / Lyndon Johnston            | Nathalie Tortel / Xavier Videau             |        |
| 1982                                          | Inna Wolanska / Walerij Spiridonow       | Katherina Matousek / Lloyd Eisler             | Natalie Seybold / Wayne Seybold             |        |
| 1983                                          | Inna Utkina / Siergiej Lichanski         | Katy Keeley / Gary Kemp                       | Laurene Collin / David Howe                 |        |
| 1984                                          | Jelena Bieczkie / Walerij Kornijenko     | Susan Dungjen / Jason Dungjen                 | Margo Shoup / Patrick Page                  |        |
| 1985                                          | Ludmiła Kobłowa / Andriej Kalitin        | Maria Lako / Michael Blicharski               | Lisa Cushley / Neil Cushley                 |        |
| 1986                                          | Melanie Gaylor / Lee Barkell             | Ashley Stevenson / Scott Wendland             | Lisa Cushley / Neil Cushley                 |        |
| 1987                                          | Michelle Menzies / Kevin Wheeler         | Jelena Kwitczenko / Raszyd Kadyrkajew         | Twana Rose / Colin Epp                      |        |
| 1988                                          | Cindy Landry / Lyndon Johnston           | Jekatierina Murugowa / Artiom Torgaszew       | Kenna Bailey / John Denton                  |        |
| 1989                                          | Jelena Leonowa / Giennadij Krasnicki     | Jewgienija Szyszkowa / Wadim Naumow           | Radka Kovaříková / René Novotný             |        |
| 1990                                          | Sherry Ball / Kris Wirtz                 | Natalja Kriestjaninowa / Aleksiej Torczynski  | Penny Papaioannou / Raoul LeBlanc           |        |
| 1991                                          | Sherry Ball / Kris Wirtz                 | Natalja Kriestjaninowa / Aleksiej Torczynskij | Penny Papaioannou / Raoul LeBlanc           |        |
| 1992                                          | Swietłana Titkowa / Oleg Machutow        | Tiina Muur / Cory Watson                      | Jodeyne Higgins / Sean Rice                 |        |
| 1993                                          | Caroline Haddad / Jean-Sébastien Fecteau | Jelena Bierieżna / Oļegs Šļahovs              | Stephanie Stiegler / Lance Travis           |        |
| 1994                                          | Marie-Claude Savard-Gagnon / Luc Bradet  | Line Haddad / Sylvain Privé                   | Sarah Abitbol / Stéphane Bernadis           |        |
| 1995                                          | Shelby Lyons / Brian Wells               | Ołena Biłousiwśka / Serhij Potałow            | Marina Chałturina / Andriej Krukow          |        |
| 1996                                          | Danielle Hartsell / Steve Hartsell       | Olga Siomkina / Andriej Czuwilajew            | Samanta Marchant / Chad Hawse               | [ 1 ]  |
| 1997                                          | Jewhenija Fiłonenko / Ihor Marczenko     | Ołena Biłousiwśka / Stanisław Morozow         | Natalie Vlandis / Jered Guzman              | [ 2 ]  |
| 1998                                          | Laura Handy / Paul Binnebose             | Jacinthe Larivière / Lenny Faustino           | Milica Brozovic / Anton Nimenko             | [ 3 ]  |
| 1999                                          | Alona Sawczenko / Stanisław Morozow      | Jacinthe Larivière / Lenny Faustino           | Julija Obertas / Dmytro Pałamarczuk         | [ 4 ]  |
| 2000                                          | Valérie Marcoux / Bruno Marcotte         | Amanda Magarian / Jered Guzman                | Stephanie Kalesavich / Aaron Parchem        | [ 5 ]  |
| 2001                                          | Jacinthe Larivière / Lenny Faustino      | Valerie Saurette / Jean-Sébastien Fecteau     | Laura Handy / Jonathon Hunt                 | [ 6 ]  |
| 2002                                          | Valérie Marcoux / Craig Buntin           | Julija Obertas / Aleksiej Sokołow             | Kathryn Orscher / Garrett Lucash            | [ 7 ]  |
| 2003                                          | Utako Wakamatsu / Jean Sebastian Fecteau | Pascale Bergeron / Robert Davison             | Laura Handy / Jeremy Allen                  | [ 8 ]  |
| 2004                                          | Marcy Hinzmann / Aaron Parchem           | Pascale Bergeron / Robert Davison             | Alona Sawczenko / Robin Szolkowy            | [ 9 ]  |
| 2005                                          | Alona Sawczenko / Robin Szolkowy         | Meagan Duhamel / Ryan Arnold                  | Marcy Hinzmann / Aaron Parchem              | [ 10 ] |
| 2006                                          | Brooke Castile / Benjamin Okolski        | Julia Vlassov / Drew Meekins                  | Angelika Pylkina / Niklas Hogner            | [ 11 ] |
| 2007                                          | Alona Sawczenko / Robin Szolkowy         | Meagan Duhamel / Craig Buntin                 | Amanda Evora / Mark Ladwig                  | [ 12 ] |
| 2008                                          | Alona Sawczenko / Robin Szolkowy         | Marija Muchortowa / Maksim Trańkow            | Tetiana Wołosożar / Stanisław Morozow       | [ 13 ] |
| 2009                                          | Alona Sawczenko / Robin Szolkowy         | Tetiana Wołosożar / Stanisław Morozow         | Anabelle Langlois / Cody Hay                | [ 14 ] |
| 2010                                          | Wiera Bazarowa / Jurij Łarionow          | Stefania Berton / Ondřej Hotárek              | Meagan Duhamel / Eric Radford               | [ 15 ] |
| 2011                                          | Tetiana Wołosożar / Maksim Trańkow       | Wiera Bazarowa / Jurij Łarionow               | Caydee Denney / John Coughlin               | [ 16 ] |
| 2012                                          | Tetiana Wołosożar / Maksim Trańkow       | Caydee Denney / John Coughlin                 | Vanessa James / Morgan Ciprès               | [ 17 ] |
| 2013                                          | Tetiana Wołosożar / Maksim Trańkow       | Maylin Wende / Daniel Wende                   | Mari Vartmann / Aaron Van Cleave            | [ 40 ] |
| 2014 CS                                       | Yūko Kawaguchi / Aleksandr Smirnow       | Jewgienija Tarasowa / Władimir Morozow        | Alexa Scimeca / Chris Knierim               | [ 41 ] |
| 2015 CS                                       | Tetiana Wołosożar / Maksim Trańkow       | Alexa Scimeca / Chris Knierim                 | Vanessa James / Morgan Ciprès               | [ 42 ] |
| 2016 CS                                       | Alona Sawczenko / Bruno Massot           | Lubow Iluszeczkina / Dylan Moscovitch         | Mari Vartmann / Ruben Blommaert             | [ 43 ] |
| 2017 CS                                       | Jewgienija Tarasowa / Władimir Morozow   | Alona Sawczenko / Bruno Massot                | Jekatierina Aleksandrowska / Harley Windsor | [ 44 ] |
| 2018 CS                                       | Alisa Jefimowa / Aleksandr Korowin       | Alexa Scimeca Knierim / Chris Knierim         | Deanna Stellato / Nathan Bartholomay        | [ 45 ] |
| 2019 CS                                       | Kirsten Moore-Towers / Michael Marinaro  | Alexa Scimeca Knierim / Chris Knierim         | Ryom Tae-ok / Kim Ju-sik                    | [ 46 ] |
| 2020 CS                                       | Rebecca Ghilardi / Filippo Ambrosini     | Annika Hocke / Robert Kunkel                  | Cléo Hamon / Denys Strekalin                | [ 47 ] |
| 2021 CS                                       | Minerva Fabienne Hase / Nolan Seegert    | Laura Barquero / Marco Zandron                | Karina Safina / Łuka Bieruława              | [ 48 ] |
| 2022 CS                                       | Deanna Stellato-Dudek / Maxime Deschamps | Alisa Jefimowa / Ruben Blommaert              | Annika Hocke / Robert Kunkel                | [ 49 ] |
| 2023 CS                                       | Minerva Fabienne Hase / Nikita Wołodin   | Lucrezia Beccari / Matteo Guarise             | Annika Hocke / Robert Kunkel                | [ 50 ] |

### Pary taneczne
| Rok     | Złoto                                        | Srebro                                  | Brąz                                     | Źr.    |
| ------- | -------------------------------------------- | --------------------------------------- | ---------------------------------------- | ------ |
| 1970    | Angelika Buck / Erich Buck                   | Kay Webster / Malcolm Taylor            |                                          |        |
| 1971    | Angelika Buck / Erich Buck                   |                                         |                                          |        |
| 1972    | Mary-Karen Campell / Johnny Johns            |                                         |                                          |        |
| 1973    | Rosalind Druce / David Barker                |                                         |                                          |        |
| 1974    | Judi Genovesi / Kent Weigle                  | Odette Tolman / Trevor Davies           | Jennifer Thompson / Derek Tyers          |        |
| 1975    | Lorna Wighton / John Dowding                 | Jelena Garanina / Igor Zavozin          | Marina Zujewa / Andriej Witman           |        |
| 1976    | Marina Zujewa / Andriej Witman               | Jayne Torvill / Christopher Dean        | Carol Long / Philip Stowell              |        |
| 1977    | Jayne Torvill / Christopher Dean             | Carol Fox / Richard Dalley              | Wendy Sessions / Marc Reed               |        |
| 1978    | Jelena Garanina / Igor Zavozin               | Kim Krohn / Barry Hagan                 | Joanne French / John Thomas              |        |
| 1979    | Gina Aucoin / Hans-Peter Ponikau             | Carol Long / John Philpot               | Tatjana Durasowa / Siergiej Ponomarenko  |        |
| 1980    | Wendy Sessions / Stephen Williams            | Birgit Goller / Peter Klisch            | Susan Marie Dymecki / Anthony Bardin     |        |
| 1981    | Karen Roughton / Marc Reed                   | Birgit Goller / Peter Klisch            | Janice Kindrachuk / Blake Hobson         |        |
| 1982    | Marina Klimowa / Siergiej Ponomarenko        | Isabelle Duchesnay / Paul Duchesnay     | Antonia Becherer / Ferdinand Becherer    |        |
| 1983    | Marina Klimowa / Siergiej Ponomarenko        | Eleanor DeVera / James Yorke            | Antonia Becherer / Ferdinand Becherer    |        |
| 1984    | Lois Luciani / Russ Witherby                 | Irina Żuk / Oleg Pietrow                | Kristan Lowery / Chip Rossbach           |        |
| 1985    | Majia Usowa / Aleksandr Żulin                | Antonia Becherer / Ferdinand Becherer   | Doriane Bontemps / Charles Paliard       |        |
| 1986    | Antonia Becherer / Ferdinand Becherer        | Swietłana Lapina / Gorsha Sur           | Michelle McDonald / Michael Farrington   |        |
| 1987    | Iłona Mielniczenko / Hennadij Kaśkow         | Stefania Calegari / Pasquale Camerlengo | Dorothi Rodek / Robert Nardozza          |        |
| 1988    | Iłona Mielniczenko / Hennadij Kaśkow         | Elizabeth McLean / Ari Lieb             | Jacqueline Petr / Mark Janoschak         |        |
| 1989    | Isabelle Sarech / Xavier Debernis            | Lisa Grove / Scott Myers                | Dominique Yvon / Frédéric Palluel        |        |
| 1990    | Isabelle Labossiere / Mitchell Gould         | Lisa Bradby / Alan Towers               | Christelle Descolis / Ludovic Deville    |        |
| 1991    | Irina Łobaczowa / Aleksiej Pospełow          | Lisa Bradby / Alan Towers               | Christelle Descolis / Ludovic Deville    |        |
| 1992    | Shae-Lynn Bourne / Victor Kraatz             | Olga Ganiczewa / Maksim Kaczanow        | Margarita Drobiazko / Povilas Vanagas    |        |
| 1993    | Martine Patenaude / Eric Massé               | Rachel Mayer / Peter Breen              | Margarita Drobiazko / Povilas Vanagas    |        |
| 1994    | Barbara Piton / Alexandre Piton              | Ołena Hruszyna / Rusłan Honczarow       | Chantal Lefebvre / Patrice Lauzon        |        |
| 1995    | Olga Szarutienko / Dmitrij Naumkin           | Iwona Filipowicz / Michał Szumski       | Agnes Jacquemard / Alexis Gayet          |        |
| 1996    | Jekatierina Swirina / Władimir Lelijuch      | Eve Chalom / Mathew Gates               | Isabelle Delobel / Olivier Schoenfelder  | [ 1 ]  |
| 1997    | Olga Szarutienko / Dmitrij Naumkin           | Nina Ułanowa / Michaił Stifunin         | Ałbena Denkowa / Maksim Stawiski         | [ 2 ]  |
| 1998    | Nina Ułanowa / Michaił Stifunin              | Debbie Koegel / Oleg Fiediukow          | Alia Ouabdelsselam / Benjamin Delmas     | [ 3 ]  |
| 1999    | Jamie Silverstein / Justin Pekarek           | Alia Ouabdelsselam / Benjamin Delmas    | Stephanie Rauer / Thomas Rauer           | [ 4 ]  |
| 2000    | Chantal Lefebvre / Justin Lanning            | Magali Sauri / Michail Stifunin         | Marika Humphreys / Witalij Baranow       | [ 5 ]  |
| 2001    | Sylwia Nowak / Sebastian Kolasiński          | Federica Faiella / Massimo Scali        | Anastasija Biełowa / Ilja Isajew         | [ 6 ]  |
| 2002    | Federica Faiella / Massimo Scali             | Melissa Gregory / Dienis Pietuchow      | Anastasija Biełowa / Ilja Isajew         | [ 7 ]  |
| 2003    | Swietłana Kulikowa / Witalij Nowikow         | Jana Chochłowa / Siergiej Nowicki       | Christie Moxley / Aleksandr Kirsanow     | [ 8 ]  |
| 2004    | Lydia Manon / Ryan O’Meara                   | Martine Patinaude / Pascal Denis        | Phillipa Towler-Green / Phillip Poole    | [ 9 ]  |
| 2005    | Tanith Belbin / Benjamin Agosto              | Margarita Drobiazko / Povilas Vanagas   | Christina Beier / William Beier          | [ 10 ] |
| 2006    | Sinead Kerr / John Kerr                      | Morgan Matthews / Maxim Zavozin         | Alexandra Zaretsky / Roman Zaretsky      | [ 11 ] |
| 2007    | Jennifer Wester / Daniił Barancew            | Christina Beier / William Beier         | Ałła Beknazarowa / Wołodymyr Zujew       | [ 12 ] |
| 2008    | Emily Samuelson / Evan Bates                 | Alaksandra Zarecka / Raman Zarecki      | Jane Summersett / Todd Gilles            | [ 13 ] |
| 2009    | Meryl Davis / Charlie White                  | Alaksandra Zarecka / Raman Zarecki      | Katherine Copely / Deividas Stagniūnas   | [ 14 ] |
| 2010    | Nathalie Péchalat / Fabian Bourzat           | Anna Cappellini / Luca Lanotte          | Jekatierina Bobrowa / Dmitrij Sołowjow   | [ 15 ] |
| 2011    | Madison Hubbell / Zachary Donohue            | Nielli Żyganszyna / Alexander Gazsi     | Kharis Ralph / Asher Hill                | [ 16 ] |
| 2012    | Madison Chock / Evan Bates                   | Julija Złobina / Aleksiej Sitnikow      | Nielli Żyganszyna / Alexander Gazsi      | [ 17 ] |
| 2013    | Madison Hubbell / Zachary Donohue            | Ksienija Mońko / Kiriłł Chalawin        | Alexandra Paul / Mitchell Islam          | [ 51 ] |
| 2014 CS | Kaitlyn Weaver / Andrew Poje                 | Madison Chock / Evan Bates              | Nielli Żyganszyna / Alexander Gazsi      | [ 52 ] |
| 2015 CS | Madison Chock / Evan Bates                   | Alexandra Paul / Mitchell Islam         | Anastasia Cannuscio / Colin McManus      | [ 53 ] |
| 2016 CS | Anna Cappellini / Luca Lanotte               | Madison Chock / Evan Bates              | Piper Gilles / Paul Poirier              | [ 54 ] |
| 2017 CS | Penny Coomes / Nicholas Buckland             | Kana Muramoto / Chris Reed              | Kavita Lorenz / Joti Polizoakis          | [ 55 ] |
| 2018 CS | Piper Gilles / Paul Poirier                  | Rachel Parsons / Michael Parsons        | Christina Carreira / Anthony Ponomarenko | [ 56 ] |
| 2019 CS | Laurence Fournier Beaudry / Nikolaj Sørensen | Kaitlin Hawayek / Jean-Luc Baker        | Christina Carreira / Anthony Ponomarenko | [ 57 ] |
| 2020 CS | Natálie Taschlerová / Filip Taschler         | Sasha Fear / George Waddell             | Darja Popowa / Wołodomyr Bielikow        | [ 58 ] |
| 2021 CS | Juulia Turkkila / Matthias Versluis          | Katharina Müller / Tim Dieck            | Marija Kazakowa / Gieorgij Riewija       | [ 59 ] |
| 2022 CS | Lilah Fear / Lewis Gibson                    | Allison Reed / Saulius Ambrulevičius    | Carolane Soucisse / Shane Firus          | [ 60 ] |
| 2023 CS | Lilah Fear / Lewis Gibson                    | Allison Reed / Saulius Ambrulevičius    | Juulia Turkkila / Matthias Versluis      | [ 61 ] |